# Robert Adams (marin)
Pour les articles homonymes, voir Robert Adams et Adams.
Benjamin Rose dit Robert Adams, né en 1785 à Hudson (New York) et mort en 1837 à Greenfield (Wisconsin), est un marin américain. 

## Biographie
Robert Adams est connu pour ses aventures africaines. En 1810, un naufrage le jette sur les côtes de l'Afrique où il est capturé par des Maures. Il reste trois années en esclavage et vit quelques mois à Tombouctou, ce qui en fait un des très rares Européens, à l'époque, avec Alexander Gordon Laing, René Caillié ou Paul Imbert, a y avoir pénétré. Il est ensuite racheté par le consul d'Angleterre, Joseph Dupuis. 
En 1816 sont publiées ses aventures sous le titre The Narrative of Robert Adams (en), a sailor who was wrecked on the Western Coast of Africa, in the year 1810 qui se révèlent en réalité être l’œuvre d'un certain Benjamin Rose, ce qui amena des doutes sur la véracité du récit.

## Controverses
Si Benjamin Rose est bien l'auteur de The Narrative of Robert Adams publiée en 1816, rien ne permet d'assurer avec certitude qu'il est le réel nom du marin Robert Adams. Dans le récit Adams dit être originaire de Hudson près de New York or aucune trace d'une famille Adams n'a été découverte à Hudson. À l'inverse, Rose y est bien né, ce qui laisse supposer que Robert Adams était son pseudonyme d'embarquement, ce qui n'est pas rare à l'époque.  
Un autre point de controverses concerne les deux éditions du récit en 1816 (John Murray) et en 1817 (Cadiz Narrative), le second, rédigé par Samuel A. Storrow, un homme de Boston qui aurait rencontré Adams à Cadix. Cette version est publiée sous le titre Interiour of Africa dans la North American Review en mai. D'importantes divergences y apparaissent, surtout au sujet de Tombouctou, et la version met en cause la véracité de la première. Des chercheurs contemporains soulèvent aussi le fait que le récit d'Adams ne correspond pas à ce que l'on sait aujourd'hui de Tombouctou à cette époque.

## Littérature
Jules Verne évoque les aventures de Robert Adams dans ses romans Cinq semaines en ballon (chap.I) et Robur le conquérant (chap. XII). 